# Comuna Hrîțenkî, Krasîliv
Hrîțenkî (în ucraineană Гриценки) este o comună în raionul Krasîliv, regiunea Hmelnîțkîi, Ucraina, formată din satele Hrîțenkî (reședința), Iakîmivți, Iuzino și Triskî.

## Demografie
Componența lingvistică a comunei Hrîțenkî
     Ucraineană (98,41%)
     Rusă (1,06%)
Conform recensământului din 2001, majoritatea populației comunei Hrîțenkî era vorbitoare de ucraineană (98,41%), existând în minoritate și vorbitori de rusă (1,06%).